# Роберто-Паян
Роберто-Паян (исп. Roberto Payán) — муниципалитет в составе департамента Нариньо Колумбии, является частью провинции Телемби. Административный центр — Сан-Хосе-де-Телемби.

## История
Выделен в отдельную административную единицу 7 июня 1937 года.

## Географическое положение

Муниципалитет Роберто-Паян

Муниципалитет Роберто-Паян граничит на севере с территорией муниципалитета Москера, на северо-востоке — с муниципалитетом Олая-Эррера, на востоке — с муниципалитетом Магуи-Паян, на юго-востоке — с муниципалитетом Барбакоас, на юге и юго-западе — с муниципалитетом Тумако, на северо-западе — с муниципалитетом Франсиско-Писарро. Площадь муниципалитета составляет 1342 км².

## Население
По данным Национального административного департамента статистики Колумбии, численность населения муниципалитета в 2024 году составляла 13 328 человек.
Динамика численности населения муниципалитета по годам:
| 2005   | 2010   | 2015   | 2020   | 2021   | 2022   | 2023   | 2024   |
| ------ | ------ | ------ | ------ | ------ | ------ | ------ | ------ |
| 16 892 | 19 557 | 22 613 | 12 948 | 13 083 | 13 159 | 13 249 | 13 328 |

Согласно данным переписи 2005 года мужчины составляли 51,6 % от населения Роберто-Паяна, женщины — соответственно 48,4 %. В расовом отношении негры, мулаты и райсальцы составляли 92,1 % от населения города; индейцы — 4,1 %; белые и метисы — 3,8 %.
Уровень грамотности среди всего населения составлял 66,1 %.

## Экономика
Большинство трудоспособного населения занято в сельском хозяйстве, лесозаготовке и золотодобыче.
93,8 % от общего числа муниципальных предприятий составляют предприятия торговой сферы, 6,2 % — предприятия сферы обслуживания.